# Kassoum Ouédraogo
Kassoum Ouédraogo (ur. 12 kwietnia 1966) – burkiński piłkarz grający na pozycji pomocnika.

## Kariera klubowa
Swoją karierę piłkarską Ouédraogo rozpoczął w klubie Étoile Filante Wagadugu. W 1985 roku zadebiutował w nim w burkińskiej Superdivision. W latach 1986, 1988 i 1990 wywalczył z nim trzy tytuły mistrza Burkiny Faso. Zdobył też dwa krajowe puchary (1988, 1990).
W 1990 roku Ouédraogo przeszedł do Eendrachtu Aalst. Następnie w 1991 roku wyjechał do Niemiec. Grał tam kolejno w: SV Darmstadt 98 (1991–1993), Hessen Kassel (1993–1995), FSV Frankfurt (1995–1996) i VfL Osnabrück (1996–1998). Z kolei w sezonie 1998/1999 grał w Al-Wasl Dubaj ze Zjednoczonych Emiratów Arabskich, w którym zakończył swoją karierę.

## Kariera reprezentacyjna
W reprezentacji Burkiny Faso Ouédraogo zadebiutował w 1996 roku. W 1998 roku został powołany do kadry Burkiny Faso na Puchar Narodów Afryki 1998. Na tym turnieju zajął 4. miejsce. Wystąpił na nim w czterech meczach: z Algierią (2:1 i gol), z Gwineą (1:0), ćwierćfinale z Tunezją (1:1, k. 8:7 i gol) i półfinale z Egiptem (0:2).